# سلالة أور الثالثة
سلالة أور الثالثة، (بالإنجليزية: Third Dynasty of Ur)، هي أسرة سومرية أسسها الأمير أور نامو في مدينة أور جنوب العراق، وبلغ عدد ملوكها خمسة، حكموا أكثر من مائة سنة (2111 – 2006 ق.م) اشتهرت هذه السلالة بأعمار البلاد وإعادة اللغة السومرية للتداول بعد أن نافستها اللغة الأكدية، كما عُرفت بتقديم الآلهة السومرية القديمة على غيرها من الآلهة، وإحياء الشعائر الدينية (الوثنية) السومرية القديمة، وشهدت الحضارة في هذا العهد تقدمًا ملحوظًا، وازدهرت فيها المعارف بمختلف المجالات كالعلم والأدب والفن، وقد نالت أور اهتمامًا كبيرًا حتى أصبحت قبلة الشرق القديم، حيث دون فيها كثير من الأخبار التاريخية القديمة وسُطّرت الأساطير والقصص الدينية.

## أورنمو (2111 – 2094 ق.م)

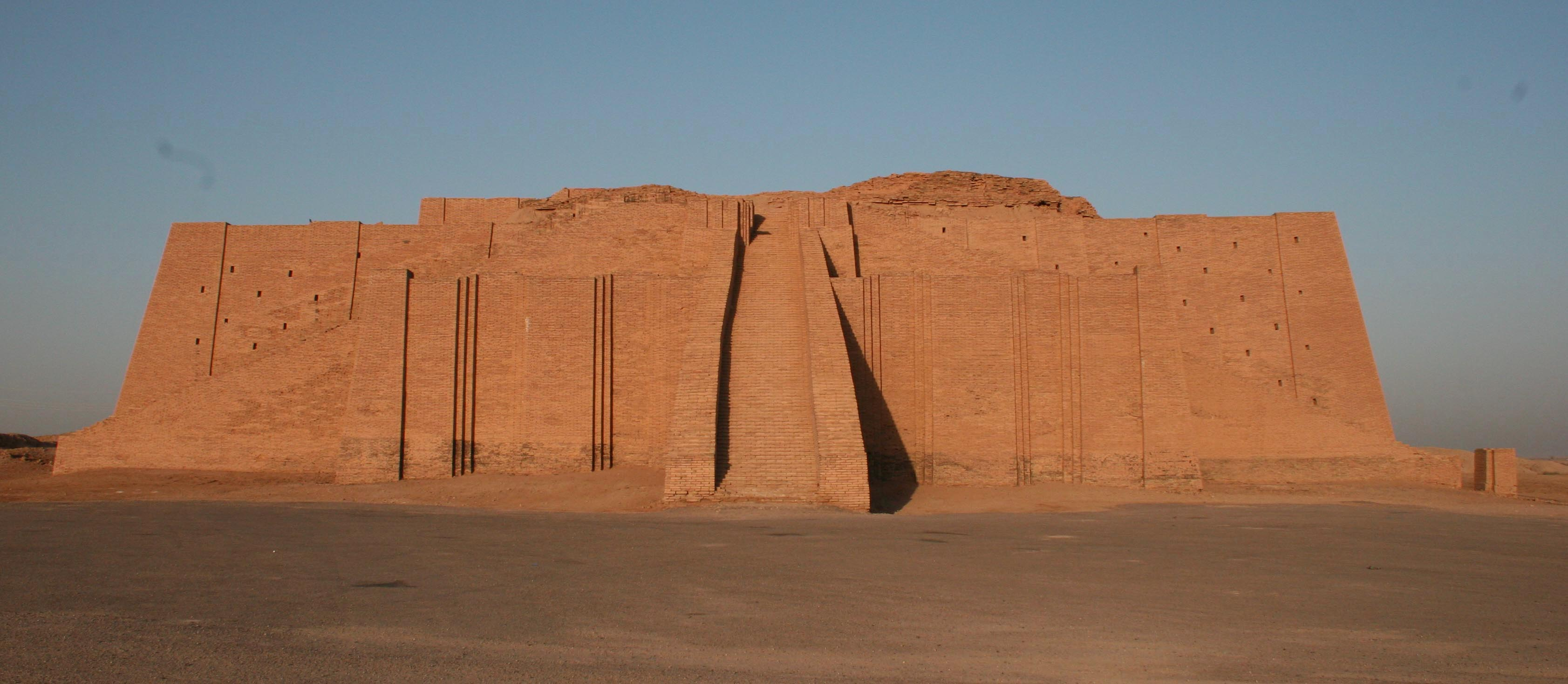
زقورة أور

كان قائد جيوش (أوتو حيكال) ملك أوروك و صهره زوج ابنته، وبعد وفاة أوتو حيكال غرقاً وفي ظروف غامضة استولى أورنامو على الحكم وضم إليه أكثر المدن السومرية والأكدية ثم اكتفى أورنامو بتوحيد بلاد الرافدين، فلم يوسع فتوحاته نحو المناطق المجاورة ولكنه صرف اهتمامه إلى تشييد المعابد، وقام ببناء معبد على شكل زقورة عالية وهي بناء صلد من اللبن مغلف بالأجر، يتألف من عدة طبقات يعلوها معبد صغير يسمى المعبد العلوي، وبجانب سلالم الزقورة معبد آخر كبير يسمى بالمعبد السفلي يحيطهم فناء واسع حوله سور فيه حجرات، وتشاهد بقايا هذه الزقورات ومعابدها في كثير من المدن الكبرى مثل أوروك ونفر وأجملها ما يشاهده الزائر اليوم في مدينة أور.
وقد بالغ أورنمو بالاهتمام بتشييد معبد الإله سين إله القمر في أور، وخلد ذكرى تشييد هذا المعبد على مسلة من حجر كلسي بني اللون وجدت في أور وهي اليوم في متحف الآثار والأنثروبولوجيا في جامعة بنسيلفانيا بالولايات المتحدة الأمريكية، وتمثل الملك أورنمو واقفًا أمام الإله (سين) ويقوم ببعض الطقوس الدينية عند وضعه حجر الأساس لمعبد أور الشهير بزقورته القائمة حتى اليوم.
وقد وضع أورنمو شرائع ليحكم بها تعتبر من أقدم ما اكتشف من القوانين حتى الآن، ولهذا الملك تماثيل من النحاس تمثله واقفًا وعلى رأسه سلة فيها التراب ليضع حجر الأساس للمباني التي شيدها، وبعد أن حكم أورنمو ثماني عشرة سنة خلفه ابنه شولجي.

## شولكَي(شلجي) (2093 – 2046 ق.م)
سار هذا على سياسة والده في تشييد المعبد وتعمير المدن وحفر القنوات، وله تماثيل عديدة من النحاس تمثله حاملًا سلة التراب ليضع حجر الأساس للمباني التي شيدها أو التي أكمل بناءها، وقد جرت له بعض الحروب في منطقة جبال زاغروس وكانت بلاد آشور خاضعة له.
توفي شولكَي بعد أن حكم 48 سنة ووجد له في مدينة أور مرقد ضخم مبني بالحجر يتكون من عدة أقبية، وتلاه في الحكم ابنه أمار سين.

## أمار سين (2045 -2037 ق.م)
ويقرأ اسمه (أمرسونا) أيضاً بينما قرأ سابقًا (برسن)، وكانت الأمور في زمنه مستتبة في البلاد وسار على سياسة التعمير، وظهر في زمانه اسم حاكم بلاد آشور المدعو (زار يقوم) الذي كان يقدم الولاء لسيده أمار سن، وبعد تسع سنوات خلفه في الحكم ابنه شو سين.

## شو سين (2036 – 2028 ق.م)
(2036 – 2028 ق م) حكم تسع سنوات، ازدادت في زمانه هجمات الأقوام السامية الغربية القادمة من وسط البوادي في الهلال الخصيب على طريق الفرات، وكانت هذه الموجات السامية تزحف جماعات إلى المدن والأرياف ثم تولى الحكم إبي سين.

## إبي سين (2027 – 2006 ق.م)
هو آخر ملوك سلالة أور الثالثة، وقد حكم 25 سنة قضاها في قمع الفتن وإيقاف زحف الساميين الغربيين القادمين عن طريق ماري (تل الحريري) على الفرات الأوسط، وضعفت أخيرا سلطة هذا الملك فاستقبل (اشبي ايرا) في مدينة إيسن، واستقل (نبلانم) في مدينة لارسا بمساعدة التدخل العيلامي من الشرق، وكذلك استقلت بلاد آشور وكانت الضربة القاضية من العيلاميين إذ تقدموا بجيوشهم الجرارة إلى أور وخربوها تخريباً كاملاً وأسروا ملكها، وقد دونت الأشعار المحزنة في رثاء هذه المدينة المجيدة، وهكذا قضى على سلالة أور الثالثة وبذلك انتهى العهد السومري الأخير في نحو عام (2003 ق م) الذي انقرض به حكم السومريين نهائيا.

## معرض صور

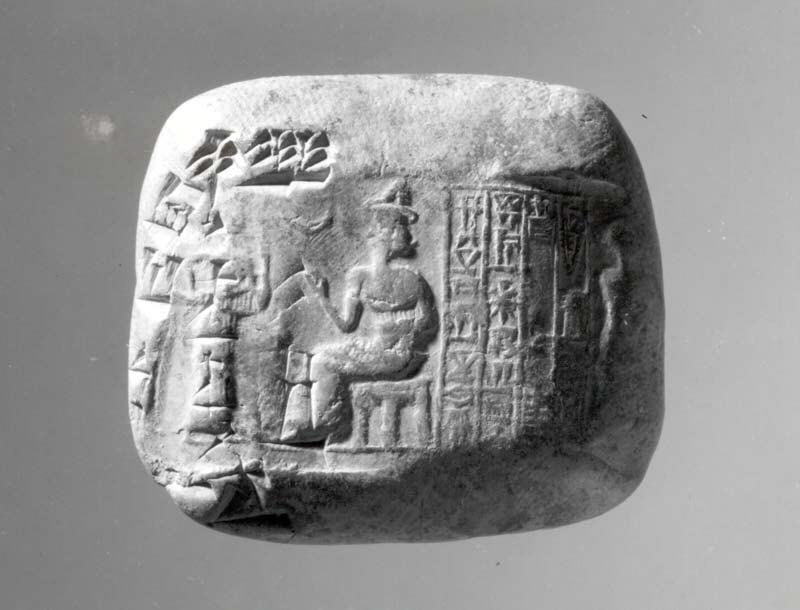
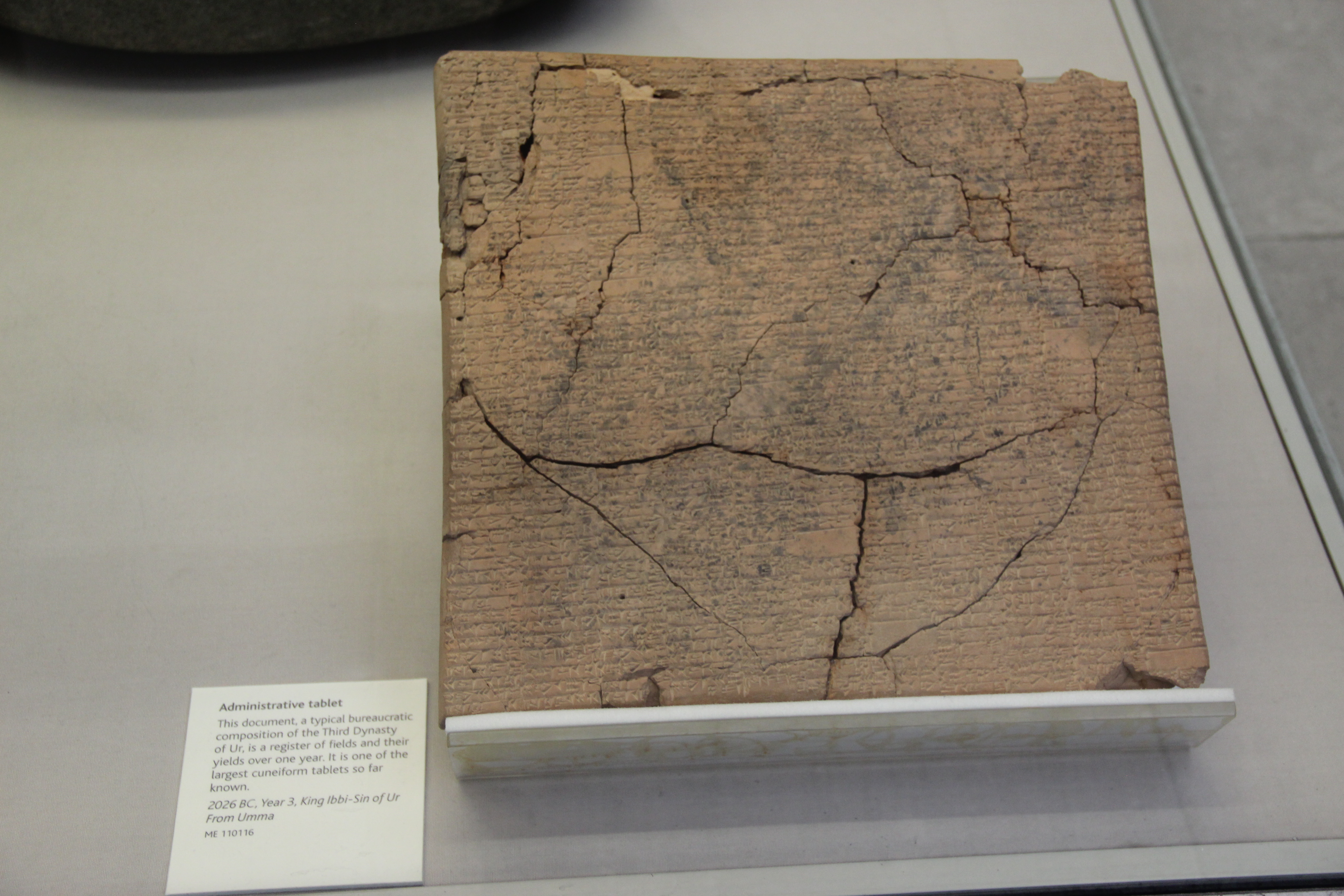
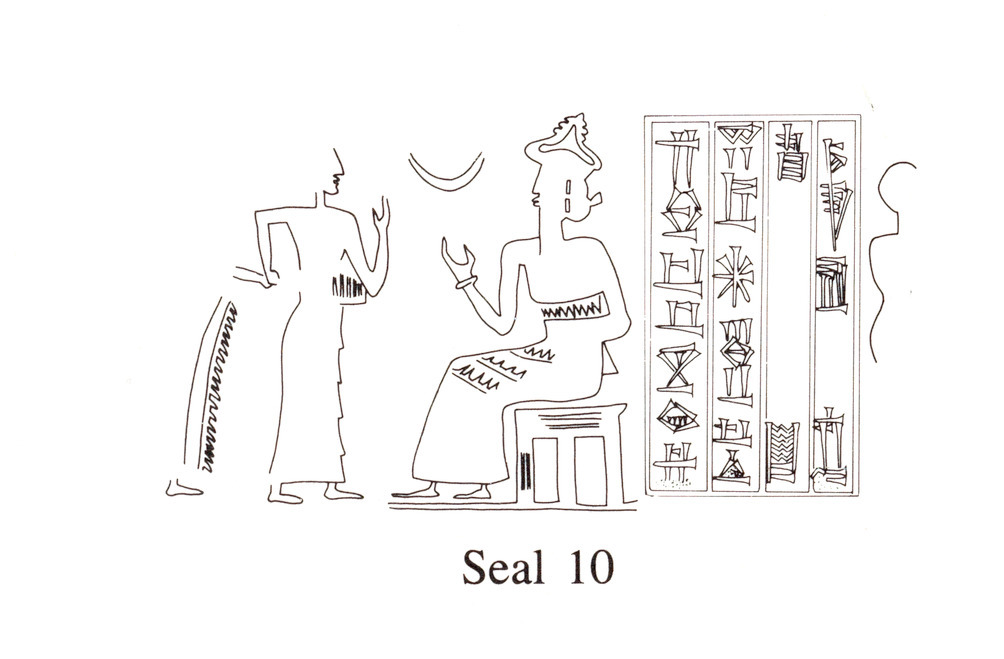